# Denhamia moorei
Denhamia moorei là một loài thực vật có hoa trong họ Dây gối. Loài này được Jessup mô tả khoa học đầu tiên năm 1984.